# Convenção Batista de Singapura
A Convenção Batista de Singapura (em inglês:   Singapore Baptist Convention) é uma associação cristã evangélica de Igrejas batistas em Singapura. Ela é afiliada à Aliança Batista Mundial. 

## História
A Convenção tem suas origens em uma missão chinesa em 1905.  A igreja batista de Swatow em Cingapura (Thomson Road Baptist Church) foi fundada em 1937. Em 1965, as igrejas se tornaram membros da Malaysia Baptist Convention. Em 1971, a Singapore Baptist Churches Fellowship foi fundada.  Foi estabelecida em 28 de dezembro de 1974. Fundou o Seminário Teológico Batista, Cingapura em 1983.  De acordo com um censo da associação, em 2023 ela disse que tinha 37 igrejas e 9,200 membros. 